# Transportgeschwader 3
A Transportgeschwader 3 foi uma asa de transporte aéreo da Luftwaffe, durante a Alemanha Nazi. Operou várias aeronaves, entre as quais o Savoia-Marchetti SM.82.

## Geschwaderkommodore
- Oberst Theodor Beckmann, maio de 1943 - 31 de julho de 1943[2]
- Obstlt Walter Schröder, 1 de agosto de 1943 - 30 de setembro de 1944[2]
- Obstlt Walter Hornung, setembro de 1944 - outubro de 1944[2]